# Varvsbergstunneln
Varvsbergstunneln är en av järnvägstunnel under Varvsberget i Örnsköldsvik. Tunneln är 2065 meter lång, och en av flera långa tunnlar längs Botniabanan. Tunneln påbörjades i maj 2003, avslutades i augusti 2005 och stod klar för trafik i februari 2006. Sedan oktober 2009 är tunneln öppen för godstrafik, och sedan 2012 används den även för persontrafik.